# 김웅 (야구 선수)
김옹(1993년 12월 16일 ~ )은 전 고치 파이팅독스의 야구 선수다.

## 출신 학교
- 희망대초등학교
- 배명중학교
- 야탑고등학교